# Magnetische Waage
Magnetische Waagen messen Kräfte oder Gewichte mit Hilfe eines Magnetfelds, das dabei meist durch einen Elektromagneten erzeugt wird.
Magnetische Waagen nutzen das Prinzip der magnetischen Suszeptibilität. 
Es gibt sie in verschiedenen Ausführungen:
- die Gouy-Waage (Gouysche Waage), siehe auch Magnetochemie
- die Faraday-Waage
- die Cotton-Waage kann das Gewicht von Münzen mit großer Genauigkeit magnetisch messen
- die becquerelsche Waage misst die anziehende oder zurückstoßende Kraft, die eine von Strom durchflossene Spirale auf einen Magneten ausübt
- die magnetische Drehwaage misst das Drehmoment an einem Torsionsfaden
- die coulombsche Torsionswaage misst Ströme mit einer drehbaren Nadel
- die du boissche magnetische Waage
- die Evans-Waage
- die Magnetwaage nach Weiß misst die anziehende oder zurückstoßende Kraft, die auf einen Permanentmagnet ausgeübt wird